# Horní Třešňovec
Horní Třešňovec (niem. Ober Johnsdorf) – wieś i gmina w Czechach, w powiecie Uście nad Orlicą, w kraju pardubickim. Według danych z dnia 1 stycznia 2013 liczyła 617 mieszkańców.